# Crkva sv. Duha u Splitu
Crkva sv. Duha u Splitu, srednjovjekovna crkva smještena u sjeverozapadnom dijelu povijesne gradske jezgre. Pripadala je većem građevinskom sklopu čiji se ostaci danas naziru. Doživjela je brojne arhitektonske preinake, naročito u doba gotike.

## Povijest
Crkva je podignuta još u 11. stoljeću u predromaničkom stilu, na mjestu ranije jednobrodne crkvice s polukružnom apsidom. U crkvi su sačuvana dva reljefa iz razdoblja romanike koji prikazuju Isusa Krista. Jedan se nalazi na luneti dvorišnog portala, a drugi na zapadnom zidu crkve.
Do 1342. godine grad se proširio prema zapadu i svojim zidinama obuhvatio i područje crkve. Po imenu crkve nazvana je cijela gradska četvrt što govori o njenoj važnosti, a tu je imala sjedište jedna od najpoznatijih gradskih bratovština.
U 14. stoljeću crkva sv. Duha je temeljito pregrađena i proširena. Tako je brod crkve produžen u doba rane gotike prema istoku za 1,75 metara i sagrađena je nova četvrtasta apsida koju natkriva prelomljeni svod. Građevina je, također, dograđena i u visinu.
U crkvi se čuva i barokni pozlaćeni tabernakul nepoznatog umjetnika, a u njoj se nalazi i nadgrobni spomenik splitskog umjetnika Andrije Alešija (1425. – 1505.).

## Zaštita
Pod oznakom Z-4644 zavedena je kao nepokretno kulturno dobro - pojedinačno, pravna statusa zaštićena kulturnog dobra, klasificirano kao sakralna graditeljska baština.

## Ostalo
7. listopada 2020. godine, na blagdan Blažene Djevice Marije od Krunice, bit će svečani početak trajnoga euharistijskog klanjanja u crkvi sv. Duha. Sveta misa bit će u 19 h katedrali sv. Dujma a predslavit će nabiskup splitsko-makarski mons. Marin Barišić. Nakon svete mise bit će ustoličenje euharistijskog Isusa za početak trajnoga euharistijskog klanjanja. Procesija će ići s presvetim oltarskim sakramentom do crkve sv. Duha.